# Пам'ятники Деснянського району Києва
Дана стаття призначена для ознайомлення, зокрема візуального, з пам'ятниками, меморіалами і скульптурними групами в Деснянському районі столиці України міста Києва, а також подання коротких відомостей про них.
У Деснянському районі Києва, як одному з наймолодших міських, у порівнянні з іншими, відносно небагато зразків міської скульптури. Тут є декілька пам'ятників на тему німецько-радянської війни; є також у районі і своя звабинка — відразу декілька «побратимських» пам'ятних знаків, тобто тих, що були встановлені на відзначення побратимських стосунків Києва та інших міст.

## Галерея пам'ятників
Пам'ятники подаються у формі таблиці; за можливістю вказуються вихідні дані — розташування та точні географічні координати, дату встановлення, авторів, додаткові відомості тощо, наводяться фото. Всередині таблиць пам'ятники розміщені за іменами, кому або чому присвячені, а групуються за абеткою. Список є неповним і постійно редагується. До списку, зазвичай, не включаються пам'ятники (переважно бюсти) на території підприємств, натомість паркові, а також на території публічних і культових об'єктів, за можливістю, наводяться.
| Назва                                                    | Розміщення                                                                | Координати                                                                  | Короткі відомості | Зображення |
| -------------------------------------------------------- | ------------------------------------------------------------------------- | --------------------------------------------------------------------------- | --- | ---------- |
| Борцям за волю й незалежність України, монумент          | На поч. вул. О. де Бальзака                                               |                                                                             | |            |
| Героям Великої Вітчизняної війни, пам'ятник              | У лісовому господарстві у Броварському лісі                               | 50°31′42″ пн. ш. 30°46′50″ сх. д. / 50.52833° пн. ш. 30.78056° сх. д.       | |            |
| Захисникам вітчизни до 60-річчя Перемоги, стела          | Деснянський парк                                                          | 50°30′28.1″ пн. ш. 30°35′48.3″ сх. д. / 50.507806° пн. ш. 30.596750° сх. д. | |            |
| Кірсанова Олександра, погруддя                           | на вулиці Академіка Кухаря, 5                                             | 50°27′45.1″ пн. ш. 30°39′6.7″ сх. д. / 50.462528° пн. ш. 30.651861° сх. д.  | Погруддя українського хіміка Олександра Кірсанова встановлено у дворі Інституту органічної хімії НАН України, який він очолював у 1961—83 роках |            |
| Марзєєву Олександру, погруддя                            | перед Інститутом громадського здоров'я, вул. Гетьмана Павла Полуботка, 50 | 50°27′34″ пн. ш. 30°37′58″ сх. д. / 50.45944° пн. ш. 30.63278° сх. д.       | Погруддя вченого-гігієніста Олександра Марзєєва навпроти інституту громадського здоров'я, який носить ім'я вченого. Встановлено у 2001 році.    |            |
| Марковського Леоніда, погруддя                           | на вулиці Академіка Кухаря, 5                                             | 50°27′45.1″ пн. ш. 30°39′6.7″ сх. д. / 50.462528° пн. ш. 30.651861° сх. д.  | Погруддя українського хіміка Леоніда Марковського встановлено у дворі Інституту органічної хімії НАН України, який він очолював у 1983—90 роках |            |
| Працівникам ВАТ «Київхімволокно», загиблим у роки війни  | у сквері на вулиці Якова Гніздовського, 1                                 | 50°27′16″ пн. ш. 30°38′27″ сх. д. / 50.45444° пн. ш. 30.64083° сх. д.       | |            |
| на честь побратимства Києва і Братислави, пам'ятний знак | навпроти будинку № 44\2 по вул. Братиславській на Лісовому масиві         | 50°28′41″ пн. ш. 30°37′7″ сх. д. / 50.47806° пн. ш. 30.61861° сх. д.        | Пам'ятний знак установлено в 1977 році. Архітектори — К. О. Сидоров, Г. А. Щербіна;                                                             |            |
| на честь поріднення з містом Кіото, пам'ятний знак       | у парку «Кіото»                                                           | 50°27′52″ пн. ш. 30°38′27″ сх. д. / 50.46444° пн. ш. 30.64083° сх. д.       | Ступа є точною копією старовинного монументу у місті Кіото та була подарована японцями Києву з нагоди встановлення побратимства між містами.    |            |
| на честь 1500-ліття Києва, пам'ятний знак                | біля б. № 15 по вул. Матеюка                                              | 50°28′15″ пн. ш. 30°38′27″ сх. д. / 50.47083° пн. ш. 30.64083° сх. д.       | Пам'ятний знак є дарунком міста Миколаєва на честь 1500-ліття Києва.                                                                            |            |

## Виноски
1. ↑  Об'єкт на Wikimapia. Архів оригіналу за 25 серпня 2011. Процитовано 17 лютого 2012.
2. ↑  Пам'ятник героям ВВВ [Архівовано 2011-08-26 у Wayback Machine.] — Wikimapia
3. ↑  ГОРОДА-ПОБРАТИМЫ КИЕВА И ГОРОДА [Архівовано 30 квітня 2011 у Wayback Machine.] (рос.)